# Piper Aztec
Die Piper PA-23 Aztec ist ein zweimotoriges Leichtflugzeug des US-amerikanischen Flugzeugherstellers Piper Aircraft Corporation und der Nachfolgetyp der Piper PA-23 Apache. Das Flugzeug ging 1959 in Serie und wurde bis Anfang 1982 gebaut. Es verfügt über sehr gutmütige, sichere Flugeigenschaften und benötigt nur eine kurze Startstrecke.
Das Muster wurde zunächst aus einer umgebauten PA-23 Apache unter der Bezeichnung Piper PA-27 Aztec entwickelt. Im Oktober 1957 erhielt Piper die Genehmigung der US-Luftfahrtbehörde CAA, den Typ in „PA-23-250“ umzubenennen, wodurch die bestehende Musterzulassung der Apache weiter genutzt werden konnte. Allerdings wurden die Aztecs mit Werknummern produziert, die mit „27-“ (statt 23-) beginnen.
In den USA ist das Muster wegen der hohen möglichen Zuladung und der eher geringen Reisegeschwindigkeit von etwa 240 km/h TAS auch als „AzTruck“ bekannt.

## Konstruktion
Das Flugzeug wird von zwei rechtsdrehenden Sechs-Zylinder-Boxermotoren vom Typ Lycoming O-540 bzw. IO-540 mit je 186 kW angetrieben und bietet neben dem Piloten maximal fünf Passagieren Platz. Es ist mit einem hydraulisch einziehbaren Fahrwerk ausgestattet. Die Landeklappen werden ebenfalls hydraulisch betätigt.
Die erste Aztec-Baureihe, die Aztec A, hat noch den kurzen Bug der Apache 235 ohne vorderen Gepäckraum. Erst mit der Einführung der B-Baureihe wurde der Rumpfbug verlängert, um mehr Gepäckraum zu bieten. Gleichzeitig wurde die Anzahl der Sitzplätze von fünf auf sechs erhöht.
Mit der Einführung der C-Baureihe 1964 wurden Triebwerke mit Benzineinspritzung als Standard angeboten, Turbolader waren optional erhältlich. An den Triebwerksgondeln wurden Kühlerklappen eingeführt. Bei den Baureihen D, E und F wurde dann hauptsächlich das Instrumentenbrett und die Anordnung der Bedienelemente ergonomischer gestaltet. Für die Baureihen E und F wurde nochmals der Rumpfbug verlängert.

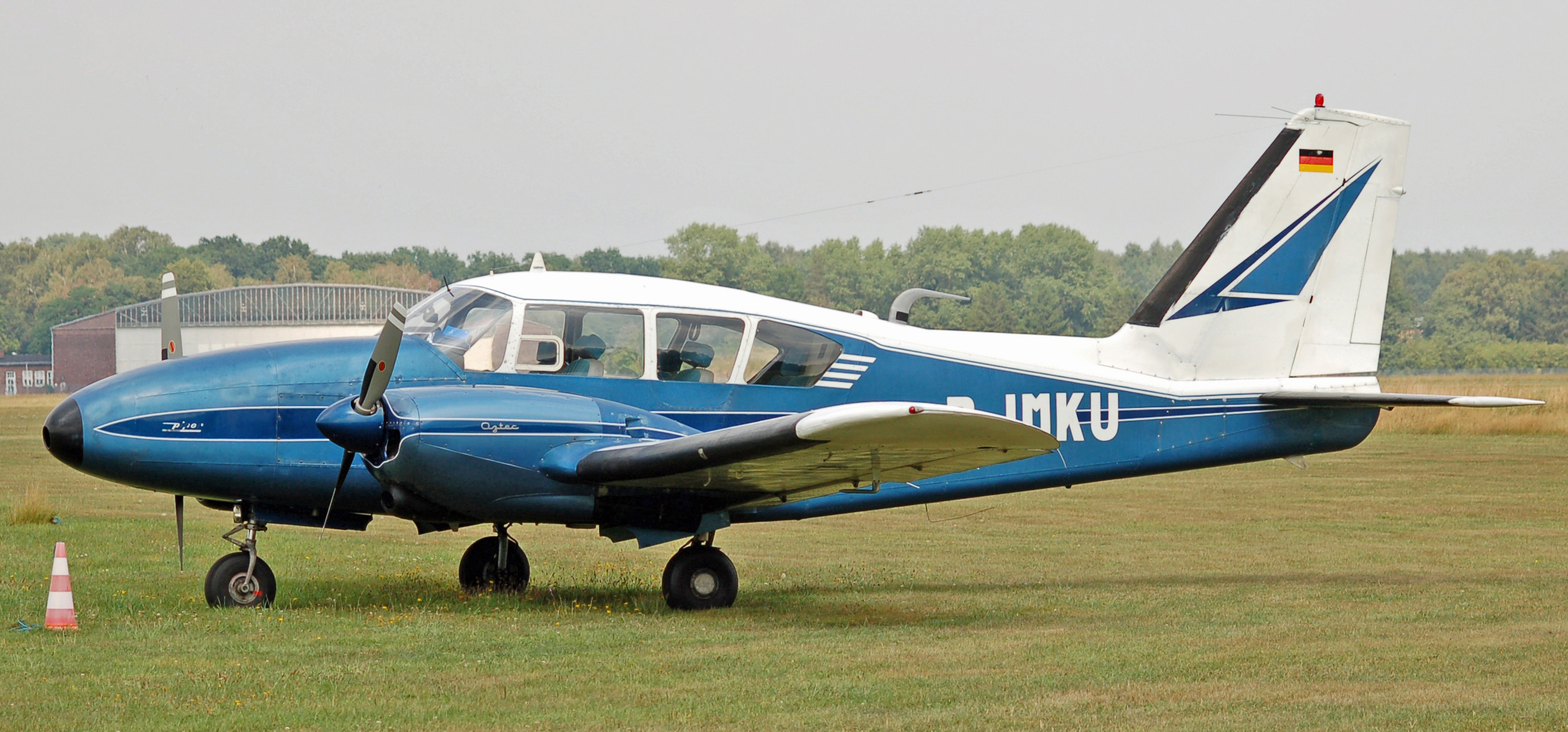
Piper PA-23 Aztec

## Nutzung
Unter anderem kaufte die US-amerikanische Marine zwanzig Exemplare und setzte diese als UO-1 (ab 1962: U-11) ein.
Bis etwa Ende der 1980er-Jahre war dieser Flugzeugtyp überwiegend bei kleinen Fluggesellschaften im kommerziellen Einsatz, der private Betrieb war eher selten.
Durch die hohen Treibstoffkosten (Verbrauch ca. 100 l AvGas pro Stunde) und die hohen Wartungsanforderungen ist der kommerzielle Betrieb heute nicht mehr rentabel. Sie werden aber noch in der Karibik eingesetzt, da die Flugzeuge eine hohe Zuladung haben und es dort auf eine hohe Geschwindigkeit nicht unbedingt ankommt.

## Technische Daten (PA 23-250 Aztec C)

Piper Aztec B

| Kenngröße             | Daten                                                                 |
| --------------------- | --------------------------------------------------------------------- |
| Besatzung             | 1                                                                     |
| Passagiere            | 5                                                                     |
| Länge                 | 9,51 m                                                                |
| Spannweite            | 11,3 m                                                                |
| Höhe                  | 3,14 m                                                                |
| Flügelfläche          | 19,3 m²                                                               |
| Flügelstreckung       | 6,6                                                                   |
| Leermasse             | 1500 kg                                                               |
| Startmasse            | 2360 kg                                                               |
| Höchstgeschwindigkeit | 340 km/h                                                              |
| Dienstgipfelhöhe      | 6100 m                                                                |
| max. Steigrate        | 460 m/min                                                             |
| Reichweite            | 1900 km                                                               |
| Triebwerke            | zwei 6-Zylinder-Boxermotoren Lycoming IO-540-C4B5, je 250 PS (186 kW) |